# 彩恋 SAI-REN
『彩恋 SAI-REN』（さいれん）は、2007年8月4日公開の日本映画。地方都市に住む3人の女子高生たちを主人公とした青春ラブストーリー。

## キャスト
- ナツ（紺野奈都） … 関めぐみ
- ココ（広瀬葫子） … 貫地谷しほり
- マリネ（城戸万里音） … 徳永えり
- 吉田 … きたろう
- 冬樹 … 温水洋一
- 亜子 … 奥貫薫
- 神一 … 高杉亘
- 石橋 … 細山田隆人
- 友都 … 松川尚瑠輝
- 国分佐智子
- 小林且弥
- 市川春樹
- 木村公一
- 今村佳代
- 夕日ちづる
- 橘ゆかり

## スタッフ
- 監督：飯塚健
- 脚本：飯塚健
- 製作：鈴木健一、亀井修、藤原正道、葛谷健一、柴田真人
- 企画：原田宗一郎
- プロデューサー：山川恵一 、大島孝幸、福村和之、寺田幸司、宮田三清
- 撮影監督：小川真司
- 照明：畑田伸一郎
- 美術：松岡拓
- 音楽：神津裕之
- 録音：湯脇房雄
- 効果：丹雄二
- 整音：村上浩
- 編集：石田泉
- 衣装：横田勝広
- メイク：田中玲衣子
- 制作担当：小橋秀之
- 助監督：石田和彦

- 製作協力：BLUE PLANET
- 製作：『彩恋』制作委員会（BLUE PLANET、小学館、東宝、パス・コミュニケーションズ、ハドソン、アクティブ・シネ・クラブ）
- 配給：エム・エフボックス

## 挿入歌
- GOING UNDER GROUND 『サンキュー』
- スキップカウズ 『赤い手』
- くるり 『ばらの花』
- フラワーカンパニーズ 『青い春』
- SINGER SONGER 『home』『初花凛々』
- 髭（HiGE） 『Acoustic』
- ohana 『ヒライテル』

## 関連作品
- 小説版『彩恋』出版2007年6月（飯塚健著、小学館）ISBN 978-4093861878
- コミック版『彩恋』出版2007年6月（原作：飯塚健 作画：瓜生花子、小学館）ISBN 978-4091311658
- DVD『彩恋』　発売2007年12月21日　発売：小学館／販売：東宝

カラー／ステレオ／ビスタサイズ／91分 SDV17357D